# Austrogammarus
Austrogammarus là một chi động vật giáp xác thuộc họ Paramelitidae. Chi này có các loài sau:
- Austrogammarus australis (Sayce, 1901)
- Austrogammarus haasei (Sayce, 1902)
- Austrogammarus multispinatus Williams & Barnard, 1988
- Austrogammarus saycei Williams & Barnard, 1988
- Austrogammarus smithi Williams & Barnard, 1988
- Austrogammarus spinatus Williams & Barnard, 1988
- Austrogammarus telsosetosus Bradbury & Williams, 1995